# Uroporphyrinogène III
L’uroporphyrinogène III est un intermédiaire du métabolisme des porphyrines. Dans le cytoplasme, il est produit à partir de l'hydroxyméthylbilane par l'uroporphyrinogène III synthase et est converti en coproporphyrinogène III par l'uroporphyrinogène III décarboxylase.